# Kicking Television: Live in Chicago
Kicking Television: Live in Chicago koncertni je album američkog alt-rock sastava Wilco, objavljen 15. studenog 2005. u izdanju Nonesuch Recordsa. Sastoji se od materijala s četiri koncerta održana u Vic Theateru u Chicagu između 4. i 7. svibnja 2005. Iako je sastav i snimao koncerte, odlučili su da materijal neće izdavati u obliku DVD-a. Bio je to ujedno i prvi album sastava s postavom u kojoj su bili Nels Cline i Pat Sansone.
Kicking Television debitirao je na 47. mjestu Billboard 200, a do danas je prodan u 114.000 primjeraka. Kritički prijem bio je uglavnom pozitivan. Publikacije kao što su The A.V. Club i Pitchfork Media hvalile su izvedbe materijala s albuma Yankee Hotel Foxtrot i A Ghost Is Born.
17. travnja 2010. Wilco je objavio kolekcionarsko vinilno izdanje na četiri LP-a koje je uključivalo i osam dotad neobjavljenih pjesama snimljenih u svibnju 2005.

## Produkcija
Ubrzo nakon objavljivanja A Ghost Is Born, petog studijskog albuma sastava, multiinstrumentalist Leroy Bach je napustio sastav kako bi nastavio karijeru u kazališnoj produkciji. Sastav je u postavu dodao jazz rock gitarista Nelsa Clinea i multiinstrumentalista Pata Sansonea. Postava je proširena jer je pjevač Jeff Tweedy bio zabrinut da će preostali članovi biti preopterećeni sviranjem na više instrumenata. To je posebno došlo do izražaja kad se na koncertima izvodio materijal s albumâ Summerteeth i Yankee Hotel Foxtrot. Tijekom promotivne turneje za album A Ghost is Born, Wilco je odlučio snimiti svoj prvi koncertni album.
Sastav je odlučio da će album snimati u matičnom Chicagu "jer su se htjeli osjećati uistinu komotno". Između 4. i 7. svibnja 2005. održali su četiri uzastopna koncerta u Vic Theateru u Chicagu. Koncerti su snimani za eventualno DVD izdanje, ali sastav je odlučio da neće izdati materijal. Prema Tweedyjevim riječima, bili su razočarani kako je materijal "isisao" energiju iz izvedbi. 13. rujna 2005. sastav je objavio kako će album biti objavljen 1. studenog 2005. Datum objave kasnije je odgođen za dva tjedna.
Većina materijala s albuma — 17 od 23 pjesme — bio je s dva albuma Wilca za Nonesuch Records: Yankee Hotel Foxtrot i A Ghost Is Born. Naslovna pjesma potječe sa snimanja Ghosta, a uvrštena je jer su članovi sastava smatrali kako je to jedna od njihovih najuzbudljivijih koncertnih pjesama. Tweedy je objasnio zašto je uzeta za naslovnu:
"Rock koncert je 'razvaljivanje televizije' ('kicking television'). Ako ste izvan kuće s nekolicinom ljudi s kojima dijelite neke zajedničke užitke, za mene je to razvaljivanje televizije. Sumnjam da će mnogo ljudi, a ja sam jedan od njih, ikad udariti televiziju iz čista mira, ali siguran sam da puno ljudi treba biti svjesno da ona to čini njima."
Dvije koncertne verzije pjesama s albuma Summerteeth također su uključene na album, kao i po jedna s albuma Being There, Mermaid Avenue i Mermaid Avenue Vol. II. Posljednja pjesma, "Comment (If All Men Are Truly Brothers)", originalno izvodi Charles Wright & the Watts 103rd Street Rhythm Band. "How to Fight Loneliness" (sa Summerteeth) i "Monday" (s Being There) uključene su uz kupnju albuma na iTunesu.

## Izdanje i prijem
Nonesuch Records objavio je album 15. studenog 2005. Debitirao je na 47. poziciji američke liste Billboard 200 te na njoj proveo dva tjedna. Do 13. travnja 2007. prodan je u više od 114.000 primjeraka.
Kicking Television naišao je na pozitivan prijem kritike; prema Metacriticu, bio je jedan od 25 najbolje recenziranih albuma 2005. Scott Tobias iz The A.V. Cluba nazvao je album "zvjezdanim" te izrazio iznenađenje kako su pjesme s albuma A Ghost Is Born zvučale dobro uživo. Urednik Allmusica Mark Deming pohvalio je "novu snagu" pjesama te komentirao kako je "elan sastava na koncertima u punom pogonu". Marc Hogan s Pitchfork Media nazvao je pjesme s Yankee Hotel Foxtrot "još uvijek izvanrednima" te primijetio da je "ovako trebao zvučati A Ghost Is Born". Hogan je ocijenio album s 8,3 od 10. Q Magazine je proglasio album jednim od 20 najboljih koncertnih albuma svih vremena.
Iako je većina kritičara pohvalila ideju i izvedbu, neki nisu bili zadovoljni nekim elementima albuma. Hogan je u svojoj recenziji za Pitchfork naglasio da su Tweedyjeva dobacivanja bila neuspjela te da su pjesme "Kicking Television" i "The Late Greats" trebale biti izbačene s albuma. Andrew Gaering iz Stylus Magazinea ocijenio je album s "B", ali je bio razočaran kako su pjesme "uhvatile sastav nespremne".

## Popis pjesama
| 1.  | »Misunderstood«                                      | Tweedy                                                        | Being There          | 6:08 |
| 2.  | »Company in My Back«                                 | Tweedy                                                        | A Ghost Is Born      | 3:44 |
| 3.  | »The Late Greats«                                    | Tweedy                                                        | A Ghost Is Born      | 2:40 |
| 4.  | »Hell Is Chrome«                                     | Jorgensen, Tweedy                                             | A Ghost Is Born      | 4:56 |
| 5.  | »Handshake Drugs«                                    | Tweedy                                                        | A Ghost Is Born      | 6:23 |
| 6.  | »I Am Trying to Break Your Heart«                    | Tweedy                                                        | Yankee Hotel Foxtrot | 6:03 |
| 7.  | »Shot in the Arm«                                    | Bennett, Stirratt, Tweedy                                     | Summerteeth          | 4:51 |
| 8.  | »At Least That's What You Said«                      | Tweedy                                                        | A Ghost Is Born      | 5:18 |
| 9.  | »Wishful Thinking«                                   | Kotche, Tweedy                                                | A Ghost Is Born      | 4:26 |
| 10. | »Jesus, Etc.«                                        | Bennett, Tweedy                                               | Yankee Hotel Foxtrot | 4:00 |
| 11. | »I'm the Man Who Loves You«                          | Bennett, Tweedy                                               | Yankee Hotel Foxtrot | 3:58 |
| 12. | »Kicking Television« (B-strana singla "I'm a Wheel") | Tweedy, Cline, Jorgensen, Kotche, O'Rourke, Sansone, Stirratt |                      | 3:03 |

| 1.  | »Via Chicago«                    | Tweedy                       | Summerteeth            | 5:14  |
| 2.  | »Hummingbird«                    | Tweedy                       | A Ghost Is Born        | 3:19  |
| 3.  | »Muzzle of Bees«                 | Tweedy                       | A Ghost Is Born        | 4:49  |
| 4.  | »One by One«                     | Woody Guthrie, Tweedy        | Mermaid Avenue         | 3:26  |
| 5.  | »Airline to Heaven«              | Bennett, Guthrie, Tweedy     | Mermaid Avenue Vol. II | 4:41  |
| 6.  | »Radio Cure«                     | Bennett, Tweedy              | Yankee Hotel Foxtrot   | 4:42  |
| 7.  | »Ashes of American Flags«        | Bennett, Tweedy              | Yankee Hotel Foxtrot   | 6:03  |
| 8.  | »Heavy Metal Drummer«            | Tweedy                       | Yankee Hotel Foxtrot   | 3:21  |
| 9.  | »Poor Places«                    | Bennett, Tweedy              | Yankee Hotel Foxtrot   | 5:31  |
| 10. | »Spiders (Kidsmoke)«             | Tweedy                       | A Ghost Is Born        | 11:17 |
| 11. | »Comment«                        |                              |                        | 6:13  |
| 12. | Bez naslova (dotad neobjavljena) | Yusef Rahman, Charles Wright |                        |       |

### Popis pjesama s vinilnog izdanja
| Br. | Skladba                   | Autor                       | S albuma                                                       | Trajanje |
| --- | ------------------------- | --------------------------- | -------------------------------------------------------------- | -------- |
| 1.  | »Another Man's Done Gone« | Guthrie, Bragg              | Mermaid Avenue                                                 |          |
| 2.  | »How to Fight Loneliness« | Tweedy, Bennett             | Summerteeth                                                    |          |
| 3.  | »Theologians«             | Tweedy, Jorgensen, Girard   | A Ghost Is Born                                                |          |
| 4.  | »Kamera«                  | Tweedy, Bennett             | Yankee Hotel Foxtrot                                           |          |
| 5.  | »Just A Kid«              | Jeff Tweedy, Spencer Tweedy | The SpongeBob SquarePants Movie: Music From the Movie and More |          |
| 6.  | »Monday«                  | Tweedy                      | Being There                                                    |          |
| 7.  | »Outtasite (Outta Mind)«  | Tweedy                      | Being There                                                    |          |
| 8.  | »I'm A Wheel«             | Tweedy                      | A Ghost Is Born                                                |          |

## Osoblje
Wilco
- Jeff Tweedy – vokali, gitara
- John Stirratt – bas-gitara, prateći vokali
- Glenn Kotche – bubnjevi, udaraljke
- Nels Cline – gitara, lap steel gitara
- Pat Sansone – gitara, klavijature, prateći vokali
- Mikael Jorgensen – klavijature

Ostali glazbenici
- Patrick Newbery – truba, flugelhorn
- Nick Broste – trombon
- Rick Parenti – bariton-saksofon

Produkcija
- Karina Benznicki – nadzornik produkcije
- Eli Cane – koordinator produkcije
- Mycle Konopka, Timothy Powell – ton majstori
- Nick Webb – mastering
- Stan Doty, Jim Scott – mikseri
- Dan Glomski, Michael Ways – asistenti
- Chris Hoffman, Deborah Miles Johnson, Frankie Montuoro, Matt Zivich – tehnička ekipa
- Nathan Baker – fotografija, tehnička ekipa
- Zoran Orlic, Mike Segal – fotografija